# M47 Dragon
M47 Dragon är en amerikansk pansarvärnsrobot. Den är idag ersatt av FGM-148 Javelin inom USA:s armé och USA:s marinkår men används fortfarande utomlands. Beteckningen M47 betecknar hela vapensystemet medan FGM-77 syftar på själva roboten.

## Utveckling
På 1960-talet påbörjade USA:s armé en studie kallad MAW (Medium Anti-tank Weapon) och i februari 1966 fick McDonnell Douglas kontrakt på att utveckla ett vapensystem baserat på MAW. De första provskjutningarna ägde rum 1967 och serieproduktionen inleddes 1972. De första vapnen började levereras till förband inom USA:s armé och marinkår 1975.
1986 inledde USA:s marinkår ett Product Improvement Program (PIP) för att förlänga vapensystemets livslängd. Förbättringarna innebar en ny och kraftigare stridsladdning med avståndsanslagsrör och längre styrkabel för att förbättra räckvidden. Den förbättrade roboten fick beteckningen FGM-77B Dragon II.

## Konstruktion
M47 Dragon hade ett antal udda konstruktionslösningar. Bland annat tog det ett par sekunder från det att skytten kramade avtryckaren tills startmotorn tände. Under dessa sekunder laddades avfyringskretsen från batteriet vilket kunde höras som en svag stigande ton från roboten.
Startmotorn hade mycket kort brinntid och hade brunnit ut redan när roboten lämnade eldröret. Banmotorn bestod av ett batteri av 60 små raketmotorer monterade i 6 rader längst robotens kropp och riktade snett bakåt. Dessa användes både för att styra roboten och driva den framåt. En oerfaren skytt som överkorrigerar målets rörelse kunde få alla motorer att bränna av innan roboten nådde målet.
Avfyringstuben har ett benstöd som ska fällas ut när skytten intar skjutställning. Benstödet stöttar dock bara upp mynningen vilket gör att skytten får bära upp huvuddelen av vapnets vikt med axeln. Detta gör att skytten lätt tappar målet ur siktet när roboten lämnar eldröret och dess tyngd plötsligt försvinner från axeln. Det gör det lätt att missa mål på korta avstånd eftersom skytten styr roboten genom att hålla kvar målet i siktet tills roboten träffar.

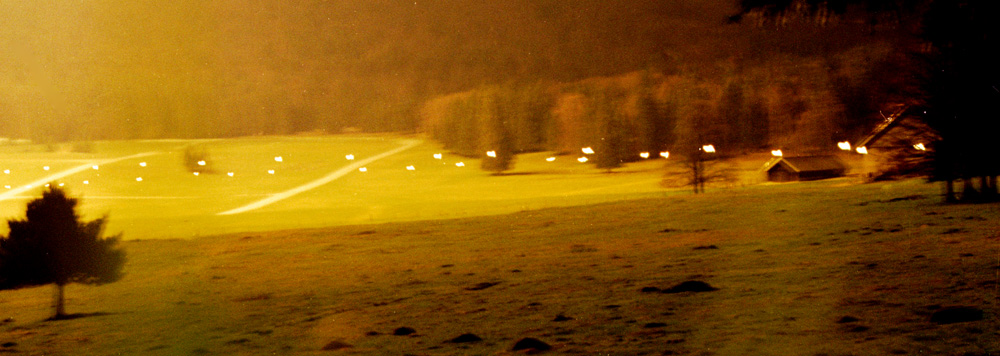
En långtidsexponerad bild av en övningsskjutning med M47 Dragon. De små eldflammorna från vänster till höger är styrrakterna som fyras av.

## Varianter
- FGM-77A Dragon Ursprunglig modell med 1000 meters räckvidd
- FGM-77B Dragon II Förbättrad modell med kraftigare stridsladdning och 1500 meters räckvidd.